# Montaubion-Chardonney
Montaubion-Chardonney est une ancienne commune et localité suisse du canton de Vaud, située sur le territoire de Jorat-Menthue.

## Histoire
Montaubion-Chardonney fut mentionné sous les noms d'in Monte Albeonis vers 1200, et de Montalbium et Chardenai en 1223. Au Moyen Âge, Montaubion-Chardonney était rattaché au territoire de Dommartin, sur lequel l'évêque de Lausanne affirma ses droits en 908 ; en 1223, il était mentionné comme possession du chapitre cathédral de Lausanne (mandement de Dommartin), où la justice était exercée par un mayor, puis un châtelain. Le couvent de Montheron y possédait aussi des droits, cités en 1393 et cédés en 1725 par la ville de Lausanne à celle de Berne.
Au XVe siècle, des Belley de Chardonney puis des Jaccaud de Montaubion tenaient l'office de portiers à l'entrée du bourg de Dommartin. Plusieurs procès en sorcellerie eurent lieu aux XVe et XVIe siècles. Montaubion-Chardonney fut rattaché au bailliage de Lausanne (1536-1798), puis attribué au district de Moudon (1798-2006). Au spirituel, le village a toujours relevé de la paroisse de Dommartin. Les activités artisanales (charpentier, charron, maréchal, meunier) disparurent au XXe siècle et l'école ferma en 1938. La commune comptait cinq exploitations agricoles en 2000.
Le 1er juillet 2011, Montaubion-Chardonney a fusionné avec les communes de Peney-le-Jorat, Sottens, Villars-Mendraz et Villars-Tiercelin pour former la nouvelle commune de Jorat-Menthue.

## Géographie
Située dans la région du Jorat sur la rive droite de la Menthue, la commune était formée de deux hameaux.

## Démographie
Montaubion-Chardonney compte 18 feux en 1764 puis 112 habitants en 1798, 126 en 1850, 116 en 1900, 90 en 1950 et 74 en 2000.